# Dumalinao
Dumalinao è una municipalità di terza classe delle Filippine, situata nella Provincia di Zamboanga del Sur, nella regione della Penisola di Zamboanga.
Dumalinao è formata da 30 baranggay:
- Anonang
- Bag-ong Misamis
- Baga
- Bag-ong Silao
- Baloboan
- Banta-ao
- Bibilik
- Calingayan
- Camalig
- Camanga
- Cuatro-cuatro
- Locuban
- Malasik
- Mama (San Juan)
- Matab-ang

- Mecolong
- Metokong
- Motosawa
- Pag-asa (Pob.)
- Paglaum (Pob.)
- Pantad
- Piniglibano
- Rebokon
- San Agustin
- Sibucao
- Sumadat
- Tikwas
- Tina
- Tubo-Pait
- Upper Dumalinao